# Сігурні Вівер
Сігу́рні Вівер (англ. Sigourney Weaver [/sɪˈɡɔːrni/]; справжнє ім'я — Сью́зен Алекса́ндра Ві́вер, англ. Susan Alexandra Weaver; нар. 8 жовтня 1949, Мангеттен, Нью-Йорк, США) — американська акторка кіно, театру, телебачення й озвучення, кінопродюсерка. Лауреатка премій «Золотий глобус» і БАФТА, тричі номінантка премії «Оскар». Виконавиця культової ролі Еллен Ріплі у серії фільмів про Чужих.
Серед інших відома роль Дани Беррет у «Мисливцях на привидів» та «Мисливцях на привидів 2», головні ролі у таких картинах, як «Горили в тумані», «Ділова дівчина», «У пошуках галактики», «Молитви за Боббі», «Аватар».
Номінантка трьох премій «Оскар», трьох «БАФТА» (лауреатка однієї), двох премій «Еммі», шести премій «Сатурн» (двічі лауреатка) та семи премій «Золотий глобус», із яких отримала два у 1988 за ролі у «Горили в тумані» і «Ділова дівчина», ставши першою людиною, що здобула дві нагороди в один рік. Також номінувалась на премії «Драма Деск» та «Тоні». Вівер часто називають «королевою наукової фантастики» за участь у багатьох значимих проєктах жанру.

## Життєпис
Народилася 8 жовтня 1949 року в Мангеттен, Нью-Йорк.
Згідно з Книгою рекордів Гіннеса, Вівер є найвищою голлівудською акторкою, яка виконала головну роль. Вона ділить цей рекорд з Марго Гемінгвей, Джиною Девіс та Бригіттою Нільсен. У Книзі Гіннеса вказано зріст 182 см (6 футів).

## Фільмографія

### Фільми
| Рік  |    | Українська назва                   | Оригінальна назва                              | Роль                  |
| ---- | -- | ---------------------------------- | ---------------------------------------------- | --------------------- |
| 1977 | ф  | Енні Голл                          | Annie Hall                                     | подруга Елві          |
| 1978 | ф  | Безумець                           | Madman                                         | Гейл                  |
| 1979 | ф  | Чужий                              | Alien                                          | Еллен Ріплі           |
| 1981 | ф  | Очевидець                          | Eyewitness                                     | Тоні Соколов          |
| 1982 | ф  | Рік небезпечного життя             | The Year of Living Dangerously                 | Джилл Браянт          |
| 1983 | ф  | Угода століття                     | Deal of the Century                            | Кетрін Девото         |
| 1984 | ф  | Мисливці на привидів               | Ghostbusters                                   | Дана Барретт          |
| 1985 | ф  | Одна жінка або дві                 | Une femme ou deux                              | Джессіка Фітцжеральд  |
| 1986 | ф  | Чужі                               | Aliens                                         | Еллен Ріплі           |
| 1986 | ф  | Вулиця півмісяця                   | Half Moon Street                               | доктор Лорен Слотер   |
| 1988 | ф  | Горили в тумані                    | Gorillas in the Mist: The Story of Dian Fossey | Дайан Фоссі           |
| 1988 | ф  | Ділова дівчина                     | Working Girl                                   | Кетрін Паркер         |
| 1989 | ф  | Мисливці на привидів 2             | Ghostbusters II                                | дана Барретт          |
| 1992 | ф  | Чужий 3                            | Alien³                                         | Еллен Ріплі           |
| 1992 | ф  | 1492: Завоювання раю               | 1492: Conquest of Paradise                     | королева Ізабелла     |
| 1993 | ф  | Дейв                               | Dave                                           | Еллен Мітчелл         |
| 1994 | ф  | Смерть та дівчина                  | Death and the Maiden                           | Поліна Ескобар        |
| 1995 | ф  | Джеффрі                            | Jeffrey                                        | Дебра Мургауз         |
| 1995 | ф  | Імітатор                           | Copycat                                        | Гелен Гадсон          |
| 1997 | ф  | Крижаний шторм                     | The Ice Storm                                  | Джейни Карвер         |
| 1997 | ф  | Білосніжка: Страшна казка          | Snow White: A Tale of Terror                   | Клаудіа Гоффман       |
| 1997 | ф  | Чужий 4: Воскресіння               | Alien: Resurrection                            | Еллен Ріплі           |
| 1999 | ф  | Карта світу                        | A Map of the World                             | Еліс Гудвін           |
| 1999 | ф  | У пошуках галактики                | Galaxy Quest                                   | Гвен ДеМарко          |
| 2000 | ф  | Свій хлопець                       | Company Man                                    | Дейзі Квімп           |
| 2001 | ф  | Серцеїдки                          | Heartbreakers                                  | Макс Коннерс          |
| 2002 | ф  | Ловелас                            | Tadpole                                        | Єва Грубман           |
| 2002 | ф  | Хлопці                             | The Guys                                       | Джоан                 |
| 2003 | ф  | Скарб                              | Holes                                          | Ворден Вокер          |
| 2004 | ф  | Вигадані герої                     | Imaginary Heroes                               | Сенді Тревіс          |
| 2004 | ф  | Таємничий ліс                      | The Village                                    | Еліс Гант             |
| 2006 | ф  | Сніговий пиріг                     | Snow Cake                                      | Лінда Фріман          |
| 2006 | ф  | Телевізор                          | The TV Set                                     | Ленні                 |
| 2006 | ф  | Погана слава                       | Infamous                                       | Бейб Пейли            |
| 2007 | ф  | Дівчина в парку                    | The Girl in the Park                           | Джулія Сендбург       |
| 2008 | ф  | Точка обстрілу                     | Vantage Point                                  | Рекс Брукс            |
| 2008 | ф  | Ой, матінко                        | Baby mama                                      | Чаффі Бікнелл         |
| 2008 | мф | ВОЛЛ•І                             | WALL-E                                         | бортовий комп'ютер    |
| 2008 | мф | Пригоди Десперо                    | The Tale of Despereaux                         | оповідач              |
| 2008 | ф  | Швидкий                            | Be Kind Rewind                                 | міс Лоусон            |
| 2009 | тф | Молитви за Боббі                   | Prayers for Bobby                              | Мері Гріффіт          |
| 2009 | ф  | Аватар                             | Avatar                                         | Грейс Огустін         |
| 2010 | ф  | Божевільний на волі                | Crazy on the Outside                           | Віккі                 |
| 2010 | ф  | Знову ти                           | You Again                                      | Рамона, тітка Джоанні |
| 2010 | ф  | Прибулець Павло                    | Paul                                           | Великий Брат          |
| 2011 | ф  | Зовсім не бабій                    | Cedar Rapids                                   | Мейсі                 |
| 2011 | ф  | Погоня                             | Abduction                                      | Доктор Беннет         |
| 2011 | ф  | Бастіон                            | Rampart                                        | Джоан Конфрі          |
| 2011 | ф  | Хатина в лісі                      | The Cabin in the Woods                         | Режисер               |
| 2012 | ф  | Серед білого дня                   | The Cold Light of Day                          | каррак                |
| 2012 | ф  | Вампірши                           | Vamps                                          | Сізерус               |
| 2012 | ф  | Червоні вогні                      | Red Lights                                     | Маргарет Метісон      |
| 2014 | ф  | Вихід: Боги та царі                | Exodus: Gods and Kings                         | Туя                   |
| 2015 | ф  | Робот на ім'я Чаппі                | Chappie                                        | Мішель Бредлі         |
| 2016 | ф  | Мисливці на привидів               | Ghostbusters                                   | камео                 |
| 2016 | ф  | Голос монстра                      | A Monster Calls                                | місіс Клейтон         |
| 2017 | ф  | Історії сім'ї Мейровіц             | The Meyerowitz Stories                         | камео                 |
| 2017 | кф | Ракка                              | Rakka                                          | Джаспер               |
| 2021 | ф  |                                    | The Good House                                 | Гілді Ґуд             |
| 2021 | ф  | Мисливці на привидів: З того світу | Ghostbusters: Afterlife                        | Дана Баррет           |
| 2022 | ф  | Подзвони Джейн                     | Call Jane                                      | Вірджинія             |
| 2022 | ф  | Тихий садівник                     | Master Gardener                                | місіс Хейверхілл      |
| 2022 | ф  | Аватар: Шлях води                  | Avatar: The Way of Water                       | Ґрейс Оґастін         |
| 2025 | ф  | Ущелина                            | The Gorge                                      | Бартолом'ю            |
| 2025 | ф  | Аватар: Вогонь і попіл             | Avatar: Fire and Ash                           | Ґрейс Оґастін         |
| 2026 | ф  | Мандалорець і Ґроґу                | The Mandalorian & Grogu                        |                       |
| 2026 | ф  | Пиловий кролик                     | Dust Bunny                                     |                       |

### Серіали
| Рік  |    | Українська назва                   | Оригінальна назва              | Роль               |
| ---- | -- | ---------------------------------- | ------------------------------ | ------------------ |
| 1976 | с  | Сомерсет                           | Somerset                       | Райан Авіс         |
| 2002 | мс | Футурама (серія «Любов та Ракета») | Futurama                       | бортовий комп'ютер |
| 2008 | с  | Ілай Стоун                         | Eli Stone                      | лікар              |
| 2012 | с  | Політичні тварини                  | Political Animals              | Елейн Берріш       |
| 2017 | с  | Захисники                          | Defenders                      | Александра Рід     |
| 2023 | с  | Втрачені квіти Еліс Гарт           | The Lost Flowers of Alice Hart | Джун Гарт          |

## Нагороди та номінації
| Категорія                                                    | Рік     | Фільм                            | Підсумок  |
| «Оскар»                                                      | «Оскар» | «Оскар»                          | «Оскар»   |
| ------------------------------------------------------------ | ------- | -------------------------------- | --------- |
| Найкраща жіноча роль                                         | 1987    | • Чужі                           | Номінація |
| Найкраща жіноча роль                                         | 1989    | • Горили в тумані                | Номінація |
| Найкраща жіноча роль другого плану                           | 1989    | • Ділова дівчина                 | Номінація |
| «Золотий глобус»                                             |         |                                  |           |
| Найкраща акторка — драма                                     | 1987    | • Чужі                           | Номінація |
| Найкраща акторка — драма                                     | 1989    | • Горили в тумані                | Нагорода  |
| Найкраща акторка другого плану — кінофільм                   | 1989    | • Ділова дівчина                 | Перемога  |
| Найкраща акторка другого плану — кінофільм                   | 1998    | • Крижаний шторм                 | Номінація |
| Найкраща акторка — драма                                     | 2000    | • Карта світу                    | Номінація |
| Найкраща акторка мінісеріалу або телефільму                  | 2010    | • Молитви за Боббі (ТБ)          | Номінація |
| Найкраща акторка мінісеріалу або телефільму                  | 2013    | • Політичні тварини (ТБ)         | Номінація |
| BAFTA                                                        |         |                                  |           |
| Найбільш багатообіцяючий дебютант, який виконав головну роль | 1980    | • Чужий                          | Номінація |
| Найкраща жіноча роль другого плану                           | 1990    | • Ділова дівчина                 | Номінація |
| Найкраща жіноча роль другого плану                           | 1998    | • Крижаний шторм                 | Перемога  |
| «Сатурн»                                                     |         |                                  |           |
| Найкраща кіноакторка                                         | 1980    | • Чужий                          | Номінація |
| Найкраща кіноакторка                                         | 1987    | • Чужі                           | Перемога  |
| Найкраща кіноакторка                                         | 1993    | • Чужий 3                        | Номінація |
| Найкраща кіноакторка                                         | 1998    | • Чужий: Воскресіння             | Номінація |
| Найкраща кіноакторка                                         | 2000    | • У пошуках Галактики            | Номінація |
| Найкраща кіноакторка другого плану                           | 2010    | • Аватар                         | Перемога  |
| «Еммі»                                                       |         |                                  |           |
| Найкраща жіноча роль у мінісеріалі або телефільмі            | 1998    | • Білосніжка: Страшна казка (ТБ) | Номінація |
| Найкраща жіноча роль у мінісеріалі або телефільмі            | 2009    | • Молитви за Боббі (ТБ)          | Номінація |
| Найкраща жіноча роль у мінісеріалі або телефільмі            | 2013    | • Політичні тварини (ТБ)         | Номінація |
| Премія Гільдії кіноакторів США                               |         |                                  |           |
| Найкраща жіноча роль у мінісеріалі або телефільмі            | 1998    | • Білосніжка: Страшна казка (ТБ) | Номінація |
| Найкраща жіноча роль у мінісеріалі або телефільмі            | 2010    | • Молитви за Боббі (ТБ)          | Номінація |
| Найкраща жіноча роль у мінісеріалі або телефільмі            | 2013    | • Політичні тварини (ТБ)         | Номінація |
| «Супутник»                                                   |         |                                  |           |
| Найкраща акторка другого плану (драма)                       | 1998    | • Крижаний шторм                 | Номінація |
| Найкраща жіноча роль (драма)                                 | 2000    | • Карта світу                    | Номінація |
| Найкраща жіноча роль (комедія або мюзикл)                    | 2002    | • Серцеїдки                      | Номінація |
| Найкраща жіноча роль (драма)                                 | 2003    | • Хлопці                         | Номінація |
| Найкраща жіноча роль (драма)                                 | 2005    | • Вигадані герої                 | Номінація |
| Найкраща акторка в мінісеріалі або телефільмі                | 2009    | • Молитви за Боббі (ТБ)          | Номінація |
| «Джині»                                                      |         |                                  |           |
| Найкраща акторка                                             | 2007    | • Сніговий пиріг                 | Номінація |
| Голлівудська «Алея слави»                                    |         |                                  |           |
| За внесок у кіноіндустрію                                    | 1999    |                                  | Зірка     |